# اچ‌ام‌اس سیل (ان۳۷)
اچ‌ام‌اس سیل (ان۳۷) (به انگلیسی: HMS Seal (N37)) یک زیردریایی بود که طول آن ۲۹۳ فوت (۸۹ متر) بود. این زیردریایی در سال ۱۹۳۸ ساخته شد.